# Dietmar Nöckler
Dietmar Nöckler, né le 29 septembre 1988 à Brunico, est un fondeur italien.

## Carrière
En équipe nationale depuis 2007, il a débuté en Coupe du monde en décembre 2009 à Valdidentro et établit son meilleur résultat individuel au 15 kilomètres classique de Lahti en mars 2013 en terminant sixième. Il a participé aux Jeux olympiques d'hiver à Sotchi en 2014 avec comme meilleur résultat, une cinquième place en relais. En janvier 2015, il monte sur son premier podium en Coupe du monde dans un sprint par équipes en janvier 2015 à Otepää avec Federico Pellegrino avant d'obtenir la médaille de bronze dans cette épreuve aux Championnats du monde. Il obtient la médaille d'argent deux ans plus tard à Lahti avec Pellegrino dans cette même épreuve. Dans la Coupe du monde, il décroche deux victoires en sprint par équipes en 2016 à Planica et 2018 à Dresde.
Aux Jeux olympiques d'hiver de 2018, son meilleur résultat individuel est 21e du cinquante kilomètres classique, tandis qu'il se classe cinquième du sprint par équipes.
Depuis 2009, il en relation avec la fondeuse Ilaria Debertolis.

## Palmarès

### Jeux olympiques d'hiver
| Épreuve / Édition   | Sprint                           | Sprint                           | 15 km                            | 15 km                            | Skiathlon 2 × 15 km | 50 km | Relais | Relais    |
| Épreuve / Édition   | libre                            | classique                        | libre                            | classique                        | Skiathlon 2 × 15 km | 50 km | Sprint | 4 × 10 km |
| JO 2014 Sotchi      | 37e                              | Épreuve inexistante à cette date | Épreuve inexistante à cette date | 32e                              | —                   | —     | 11e    | 5e        |
| JO 2018 Pyeongchang | Épreuve inexistante à cette date | —                                | DNF                              | Épreuve inexistante à cette date | 37e                 | 21e   | 5e     | —         |

Légende :
- : pas d'épreuve
- — : Non disputée par Dietmar Nöckler
- DNF : abandon

### Championnats du monde
| Épreuve / Édition           | Sprint                           | Sprint                           | 15 km                            | 15 km                            | Skiathlon 2 × 15 km | 50 km | Relais                    | Relais    |
| Épreuve / Édition           | libre                            | classique                        | libre                            | classique                        | Skiathlon 2 × 15 km | 50 km | Sprint                    | 4 × 10 km |
| Mondiaux 2013 Val di Fiemme | Épreuve inexistante à cette date | 35e                              | —                                | Épreuve inexistante à cette date | 28e                 | 18e   | —                         | 4e        |
| Mondiaux 2015 Falun         | Épreuve inexistante à cette date | —                                | —                                | Épreuve inexistante à cette date | —                   | 12e   | Médaille de bronze, monde | 6e        |
| Mondiaux 2017 Lahti         | —                                | Épreuve inexistante à cette date | Épreuve inexistante à cette date | 23e                              | —                   |       | Médaille d'argent, monde  |           |

Légende :
- : deuxième place, médaille d'argent
- : troisième place, médaille de bronze
- : pas d'épreuve
- — : Non disputée par Dietmar Nöckler

### Coupe du monde
- Meilleur classement général : 34e en 2015.
- Meilleur résultat individuel : 6e.
- 7 podiums par équipes : 3 victoires, 1 deuxième place et 3 troisièmes places.

#### Classements en Coupe du monde
| Année     | Classement général final | Classement distance | Classement sprint |
| 2011-2012 | 103e                     | 92e                 | 64e               |
| 2012-2013 | 40e                      | 32e                 | 61e               |
| 2013-2014 | 103e                     | 71e                 | 79e               |
| 2014-2015 | 34e                      | 32e                 | -                 |
| 2015-2016 | 70e                      | 50e                 | -                 |
| 2016-2017 | 60e                      | 47e                 | -                 |
| 2017-2018 | 91e                      | 58e                 | -                 |
| 2018-2019 | 110e                     | 76e                 | -                 |
| 2020-2021 | 146e                     | 94e                 | -                 |

### Coupe OPA
- Vainqueur du classement général en 2010.
- 8 victoires.